# Personaggi de Il bello delle donne

## Protagonisti

### Anna Fresi
Anna (Stefania Sandrelli) [stagioni 1,2,3 ricorrente] è la protagonista della storia nelle prime due stagioni della serie. Donna buona e premurosa, Anna è la mamma di due giovani adolescenti, Sara e Michelino, e la moglie attenta e mai inadeguata di Armando Borsi. La sua vita si capovolge quando, al ritorno con i figli dalle vacanze estive, apprende che il marito è morto in un incidente stradale mentre era in compagnia della sua giovane amante albanese, Duska, che tra l'altro è anche incinta. Anna vede le certezze della sua vita crollare sotto i piedi e si ritrova sola davanti a molteplici sfide: Due figli da mantenere un'infinità di debiti del marito da saldare. Prima di morire Armando aveva acquistato una bottega nel centro di Orvieto con il cugino Cirino che sarebbe dovuto diventare un barbiere per uomini chiamato "Armandos". Proprio il cugino del marito si rivela la più grande minaccia per Anna, infatti Cirino prova a truffarla rubandole denaro e negozio. Convinta dalla commercialista di Armando, Francesca Cialdi, decide di riscattare il negozio e di aprire un'attività. L'aiuto del parrucchiere gay Luca Manfridi e della decoratrice d'interni Vicky Melzi contribuisce a scalzare gli intrighi di Cirino e porta Anna ad aprire un negozio di parrucchiere per signore, "Il bello delle donne". I primi tempi sono duri, dapprima per le manovre della presidentessa delle Dame della carità della città, Olga De Contris, e successivamente per una ripicca da parte della contessa Miranda Spadoni nei confronti di Vicky. Nonostante questi problemi e la concorrenza spietata di Annalisa Bottelli, Anna e i suoi amici riescono a portare avanti la loro attività commerciale, diventando ben presto uno dei punti fermi per tutte le signore altolocate della città. Anna decide anche di mantenere e aiutare l'amante di Armando, Duska. Quando la ragazza scompare perché rapita da alcuni malviventi albanesi che la vogliono obbligare a prostituirsi, la Borsi cura il figlioletto e allerta la polizia riuscendo a salvarla dal pericoloso racket. Nel frattempo tra la donna e il gestore del bar davanti al suo negozio, il "Camilletti", Alfio Barba, comincia a nascere un tenero sentimento. I due si avvicinano quando Anna deve accorrere in soccorso della figlia Sara che, innamorata di un quarantenne spregiudicato, scappa di casa e si ritrova in problemi più grossi di lei. Alfio la aiuta a riportare la figlia a casa e poi convince Anna a lasciarsi andare, così i due cominciano a frequentarsi. Quando alcuni strozzini minacciano Alfio e la sua famiglia a causa dei debiti del fratello minore, Anna interviene per salvare il suo nuovo compagno e la sua attività commerciale. A distanza di un anno Anna è pronta a sposarsi con Alfio sebbene i figli non si mostrino ben disposti nei confronti del suo nuovo compagno. Una battuta di Annalisa fa naufragare la storia d'amore poiché Anna scopre che Alfio l'ha tradita la notte di capodanno con la fioraia Palma e decide di lasciarlo non tanto per l'impossibilità di perdonare un tradimento bensì per la presa di coscienza di non amarlo realmente. Dopo la fine della sua relazione Anna si trova come sempre a gestire il suo salone con i suoi amici e incontra nuove persone come Rosy Fumo, nuovo gestore del bar Camilletti. La scoperta da parte di Luca di essere diventato proprietario per successione dell'ex salone di Andrè Renzi e la sua conseguente scelta di iniziare a lavorare lì getta Anna in un clima di rabbia che, coadiuvato dall'atteggiamento sprezzante e spocchioso dei figli, contribuisce a gettarla in una brutta depressione. L'arrivo nella sua vita del luminare Carlo Maria Fresi la porta a superare le tante difficoltà, a ritrovare l'affetto dei figli - ormai prossimi a diventare genitori - e a riallacciare i suoi rapporti con Luca e Francesca. Anna vende Il bello delle donne a Luca e si sposa con Carlo Maria decidendo di seguirlo a New York dopo essere riuscita a responsabilizzare i figli e aver compreso che dopo una vita al servizio degli altri è il momento di dedicarsi a sé stessa. Torna ad Orvieto dopo nove mesi, in occasione delle festività natalizie riabbracciando tutti gli amici di una vita.

### Vicky Melzi
Vicky Melzi (Nancy Brilli) [stagioni 1, 2 ricorrente,3] è una delle protagoniste della storia e ricopre il ruolo di personaggio centrale nella terza stagione della serie tv. Vicky è una donna sbadata e all'apparenza superficiale che però nasconde in realtà una grande generosità e nobiltà d'animo. Amante di Cirino Borsi, si rende ben presto conto di essere usata e strumentalizzata dall'amante decidendo quindi di lasciarlo. L'incontro con Anna Borsi, Francesca Cialdi e Luca Manfridi le fa comprendere che nella sua vita può dare tanto. Riscoprendo le sue qualità di donna e le sue capacità come arredatrice di interni, Vicky rende nullo il ricatto di Cirino ed entra nell'organizzazione del Bello delle donne mantenendo le pubbliche relazioni del salone. La scoperta da parte di Agnese, moglie di Cirino, del tradimento del marito con la Melzi porta la sorella Olga a decidere di boicottare l'inaugurazione del salone. Vicky affronta Olga con fermezza e sfida tutte le donne altolocate della società orvietese che fanno di tutto per boicottarla, proprio la forza della sua presa di posizione le permette di guadagnare la stima della contessa Miranda Spadoni che, con il suo arrivo al salone, consiglia Il bello delle donne a tutte le sue conoscenze. Quando l'attività lavorativa va al massimo, Vicky ritrova spazio anche per l'amore e comincia una relazione con il candidato sindaco Roberto Ventura, salvo poi scoprire che è anche l'amante della contessa Spadoni che, sdegnata, rompe l'amicizia con Vicky e boicotta il salone. Stanca di essere la causa dei problemi del Bello, Vicky, decide di non far parte più dell'organizzazione del negozio e comincia a cercare lavoro. Finita la relazione con Ventura per la delusione di non aver saputo che Roberto aveva già una relazione con Miranda, Vicky incontra e si innamora del rampollo di casa De Contris, Bobo. Gabriele, padre del giovane e sindaco della città, obbliga la moglie Olga a cercare di allontanare Vicky dal figlio in ogni modo, fallendo. La donna entra quindi nell'alta società della cittadina come compagna del figlio del sindaco e, proprio in questo contesto, ritrova sia l'ex compagno Ventura sia l'amicizia della contessa Spadoni. La felicità dura però per poco, infatti le viene diagnosticato un cancro al seno. la donna decide di curarsi senza coinvolgere i suoi amici e Bobo che però, quando scopre della malattia della compagna, spaventato e spinto dalle macchinazioni del padre, la lascia sola. Proprio Roberto Ventura, grazie all'intercessione di Miranda, che corre al suo capezzale e la sostiene nei mesi bui della riabilitazione. Sostiene il compagno nella corsa alle elezioni e accetta di sposarlo, coronando così i suoi sogni d'amore. A un anno di distanza dall'elezione di Ventura a Sindaco della città, Vicky parte con lui per Roma per assecondare la sua carriera politica. Torna per le vacanze natalizie e comunica di essersi separata dal marito. Il primo grande amore che ritrova è quello di Luigi, un giovane tenebroso e misterioso con cui dà inizio ad una relazione clandestina che da un lato la rende felice ma dall'altra la disorienta per i tanti segreti che lui nasconde. Vicky scopre, durante il matrimonio tra Anna e Carlo Maria, che il giovane è un prete e ne rimane sconvolta, l'uomo decide però, per amore suo, di lasciare la Chiesa e di vivere una vita normale con lei. Quando Vicky si rende conto che Luigi è ancora dilaniato dalla sua scelta, decide di fingere di averlo tradito per allontanarlo ed evitare una nuova delusione d'amore. Dopo un'intensa ricerca di lavoro, l'Home Design assume Vicky come architetto. Proprio in questo contesto nasce la corte spietata del compagno della dirigente dello studio, l'architetto Achille Rapetti. Stretta tra la corte del bel gentiluomo e dal ritorno di un pentito e maturato Bobo che vorrebbe ricucire con lei, Vicky si trova molto disorientata e non riesce a capire quali siano i reali sentimenti che prova. Decide quindi di provare a vivere la storia con Achille, ben presto però deve fare i conti con un'amara realtà: Rapetti ha finto di innamorarsi di lei perché, sapendo l'ascendente che Vicky ha verso Bobo - Presidente della regione - sperava di ottenere l'approvazione di un progetto che gli avrebbe garantito una cospicua e redditizia rendita economica. Scoperto l'inganno, Vicky lo smaschera e fa aprire gli occhi a Bobo su un sistema di corrotti che stava per farlo precipitare nel tritacarne politico e mediatico. Tra i due rinasce una forte intesa che sfocia in amore. Irma, compagna di Bobo, accecata dall'amore per lui, tenta di suicidarsi per tenere legato a sé il De Contris. Vicky si convince quindi di rompere con Bobo ma, dopo la drammatica morte di Elfride, non resiste ai suoi sentimenti e ri ricongiunge a Bobo decidendo di fare da mamma anche al piccolo Tommasino.

### Annalisa Bottelli
Annalisa Bottelli (Giuliana De Sio) [stagioni 1,2,3] è la principale antagonista della serie. Donna fortemente travagliata, Annalisa cerca di emergere in una società nella quale da sempre è stata considerata una persona poco raccomandabile. Copre le sue profonde debolezze con attacchi d'ira, atteggiamenti nevrotici e violenze effimere che la rendono negativa sebbene sia fondamentalmente una donna incapace di accettarsi. Nella storia appare come la moglie di André Renzi, parrucchiere più importante della città, nonché stimato cittadino di Orvieto. Annalisa vive un matrimonio non d'amore: Infatti ha sposato André per ripulire la propria immagine pubblica e per mettere a tacere le dicerie sul conto dell'uomo che è omosessuale. Vive con rabbia la convivenza con il parrucchiere Luca che sa essere l'amante del marito nonché l'uomo di cui André è realmente innamorato. L'apertura de Il bello delle donne preoccupa Annalisa che decide di rivelare ad Agnese Borsi i tradimenti del marito Cirino con la neosocia del Salone Vicky Melzi al fine di far crescere le ire delle donne più in vista della città di cui Olga De Contris, sorella di Agnese, è massima esponente. L'attacco sferrato ad Anna ed ai suoi amici permette al suo salone di non subire la concorrenza del Bello, ma, ben presto, la buona pubblicità della contessa Spadoni finisce per favorire il salone concorrente. Annalisa prosegue nei suoi piccoli intrighi contro i concorrenti e al contempo si rende conto di essere drammaticamente infelice, al punto di decidere di iniziare una relazione extraconiugale con Bobo De Contris, umiliando pubblicamente André. Quest'ultimo ormai schifato e dilaniato dai continui attacchi ricevuti da parte della moglie decide di lasciarla per vivere alla luce del sole la sua relazione con Luca. Annalisa, nonostante la sua infelicità, non accetta di essere lasciata e sfida più volte il marito, arrivando a fargli subire ben due infarti che compromettono non poco la sua salute fisica. Quando André muore, Annalisa distrugge il suo ultimo testamento nel quale aveva designato come suo erede Luca. La donna cerca di ricucire i rapporti da tempo compromessi con la madre ma questo non è semplice. Dagli scontri tra le due si apprende il difficile passato di Annalisa: Figlia di una ragazza madre governante dell'importante famiglia di imprenditori locali dei Di Balsano, la giovane viene denunciata a 16 anni per un furto in villa, successivamente condannata al riformatorio per violenze nei confronti della madre e infine denunciata per prostituzione. Ormai vedova, decide di rinnovare il suo salone per signore a suo uso e consumo, trasformandolo e dichiarando deliberatamente guerra al Bello delle donne. Annalisa cerca di mantenere i suoi rapporti con Bobo, diventato ormai una sorta di suo gigolò personale, che però si innamora della manicure Elfride. Annalisa gli promette di risanare i conti devastati della sua famiglia in cambio del suo amore, così il giovane, sulla spinta del padre Gabriele, accetta di frequentarla. Nel tempo, però, Annalisa, non essendo riuscita a dividere Bobo da Elfride, si butta fra le braccia del padre Gabriele De Contris nel tentativo di ottenere maggiore rilevanza in tutta la città. De Contris ottiene per errore una copia autentica del testamento di André e così comincia a ricattare in maniera deliberata Annalisa che, ormai sola, è costretta ad assecondarlo. A distanza di un anno Annalisa è psicologicamente e fisicamente provata dai ricatti di De Contris e le sue finanze sono ormai naufragate per far fronte a i debiti dell'uomo, tant'è che il suo salone è sull'orlo del fallimento. La donna, nonostante tutto, non perde occasione per scontrarsi con i rivali del Bello delle donne. Dapprima rivela ad Anna il tradimento di Alfio con Palma e successivamente sostiene che Luca sia malato di aids portando tutta la clientela del Bello al suo negozio di parrucchiere. Quando Luca apprende di essere stato boicottato con questa bugia, affronta Annalisa in maniera netta, dimostrando pubblicamente l'infondatezza di tutte le sue bugie. Nella sua disgrazia, Annalisa rimane anche incinta dopo aver subito la violenza da parte di Gabriele e così si reca in clinica per abortire, proprio qui ritrova Edoardo Di Balsano, rampollo della famiglia in cui la madre presta servizio da oltre cinquant'anni. L'occasione porta i due a frequentarsi e a meglio conoscersi. Nonostante le opposizioni di Adelaide, madre di Annalisa, e del Cavalier Otto, padre di Edorardo, i due decidono di sposarsi e di dichiararsi amore eterno. Con il tempo Otto comincia a fidarsi di Annalisa e del suo intuito ma, ancora una volta, Gabriele rovina i progetti di Annalisa e rivela che il figlio che porta in grembo non è di Edoardo bensì suo. I Di Balsano liquidano De Contris e sciolgono il ricatto che strozzava Annalisa ma lei incassa la sola fiducia di Edoardo. Si trasferisce a villa Di Balsano ma deve affrontare le opposizioni del resto della famiglia. Quando Edoardo viene candidato alla presidenza della regione contro Bobo, Annalisa comincia a fare campagna elettorale per il marito, ma l'alleanza tra Gabriele e il barone Turati compromette il Di Balsano: I competitors di Otto rivelano che se lui proverà a coinvolgerli in vecchie storie di corruzione, loro denunceranno Annalisa per aver distrutto il testamento di André. La donna, sentendosi responsabile della disfatta del marito si reca al Bello delle donne e consegna a Luca il testamento ma perde totalmente la fiducia del marito che le chiede un lungo periodo di riflessione. Nella terza stagione Annalisa è più sola che mai: Edoardo la ripudia e lei si trova ostaggio di pettegolezzi e attacchi da parte dell'alta società cittadina. Nonostante i problemi coniugali, la malattia cardiaca che affligge Otto, porta il cavaliere a chiedere alla nuora di dargli un nipote con Edoardo. Così, dopo un viaggio nei mari tropicali, Annalisa rientra convinta di aspettare un figlio e generando grandi aspettative in Otto che, però, rimane nuovamente deluso. La donna non è incinta e questo la getta in grande depressione. Dopo un nuovo scontro avuto con il marito, Annalisa scopre dalla cognata Lilletta che entrambi i fratelli Di Balsano sono sterili ma che Edoardo, a differenza di Dario, non ne è a conoscenza. Annalisa, sconvolta, abbandona la villa in preda allo sconcerto e, lanciando con forza una sigaretta dal finestrino, acceca la donna alla guida di un'altra auto portandola ad uscire fuori strada e uccidendola. Sconvolta, Annalisa si rende conto di essere responsabile dell'incidente, così decide di aiutare in ogni modo il marito della donna: Mario, neoproprietario del ristorante i Tre Mori. L'assegnazione di catering per il Circolo delle Dame di Carità e un'auto nuova portano Mario ad affascinarsi sempre più all'impavida donna dai capelli rossi che è entrata come un uragano nella sua vita. Tra i due nasce l'amore e Annalisa si sente finalmente serena e felice. Affronta il marito che l'accusa di essere una poco di buono rivelandogli la sua sterilità e gettando Edoardo nella disperazione. Annalisa lascia la villa e comincia a lavorare come cameriera ai Tre Mori, suscitando i pettegolezzi e le dicerie di tutte le donne della città. Dario, inviato da Otto, convince un'Annalisa repressa da un lavoro che la sfianca e la fa vergognare a tornare a casa e a riprendere il suo posto al fianco di Edoardo fino alla fine della nuova campagna elettorale nella quale lui è candidato al Parlamento. La donna accetta in cambio della nomina per acclamazione come nuova Presidentessa delle Dame della Carità dopo la presidenza di Tonia Turati. Edoardo decide di rompere totalmente con la moglie tranne che nelle occasioni pubbliche e inizia una relazione clandestina con Elena Parodi che, per questa ragione, subisce le ire di Annalisa. Quando, dopo il suicidio di Dario, Edoardo fugge dalla città con l'amante, Annalisa prende il suo posto come candidato al Parlamento, ma il sogno dura poco e il marito ritorna rivendicando il suo ruolo. Adirata e tradita, Annalisa giura vendetta contro i Di Balsano e comincia a fare campagna elettorale per Bobo, competitor ancora una volta di Edoardo, sfavorendo Otto e la sua famiglia originaria. Dopo che De Contris si ritira, Annalisa ottiene da Gabriele e dal barone Turati la candidatura come deputata, anche grazie alla relazione iniziata con il ministro Tardelli. Il marito la sconfigge alle elezioni e lei decide di abbandonare la città per diventare la vice del ministro Tardelli a Roma dove inizia una nuova vita in politica.

### Miranda Spadoni
Miranda Spadoni (Virna Lisi) [stagioni 1,2,3 ricorrente] è una delle protagoniste della serie, Contessa stimata e rispettata in città, è un personaggio caratterizzato da umanità, moralità e nobiltà d'animo. Compare con continuità nelle prime due stagioni della serie e solo nell'ultimo episodio della terza. Miranda è una donna rispettata e stimabile dell'alta società cittadina che si occupa di svariate attività di natura sociale, economica e politica. Incrocia casualmente Il bello delle donne e, rimanendone affascinata, diventa una cliente fissa del salone affidandosi in maniera totale al parrucchiere Luca. La contessa stringe amicizia sia con Anna che con Vicky e le aiuta ad evitare che il salone non riceva attenzione dalle signore della città a causa della cattiva pubblicità di Olga De Contris. Frattanto, Miranda si occupa del sostegno alla campagna elettorale del candidato a sindaco della città Roberto Ventura, di cui diviene amante alle spalle del marito e della figlia Ludovica. Quando sorprende Roberto e Vicky in intimità, Miranda scatena la sua ira contro l'amica e chiude ogni rapporto con Il bello delle donne, perdonando solo Ventura. Durante un ricevimento a villa De Contris, Miranda apprende della relazione tra Vicky e Bobo e così, viste anche le dimissioni da PR della Melzi, decide di tornare al Bello e si riappacifica con Luca ed Anna. È proprio la contessa ad aiutare Luca e gli altri, quando Vicky viene abbandonata da Bobo in ospedale, contattando Roberto e benedicendo la loro unione. Miranda decide di mantenere un rapporto amicale con Ventura ma decide di dedicarsi al suo rapporto con il marito Pietro e con la figlia. Proprio Ludovica si dimostra una ragazza difficile da gestire e da comprendere. Cambia rapidamente fidanzati e si trasferisce di continuo da Roma ad Orvieto e viceversa. Miranda, dopo la partenza di Olga, viene eletta presidentessa del circolo delle Dame di Carità e decide così di iniziare a lavorare, dal punto di vista elettorale e politico, per ottenere consensi per Ventura. Nel frattempo ha un nuovo scontro con la figlia che, da sempre in competizione con lei per una forma di gelosia mai risolta nei confronti della madre, riparte per Roma dopo aver iniziato una nuova relazione con un docente universitario di nome Aldo. Miranda è sempre più delusa anche dal marito Pietro che, assorbito dall'attività politica, la trascura e non si accorge delle sue insofferenze. A Roma per alcune commissioni, la contessa prova ad incontrare la figlia che, però, senza avvertirla ha già fatto ritorno ad Orvieto. Durante il ritorno, Miranda resta senza benzina e viene soccorsa da uno sconosciuto assai tenebroso ed affascinante. Miranda, presa dalla passione, cade fra le braccia dell'uomo e dopo un pomeriggio di sesso fa rientro a casa. Proprio qui si accorge di aver perso il suo cellulare, in realtà rubato dall'amante misterioso appositamente. I due si rincontrano e l'uomo le confessa di essere Aldo, il compagno della figlia che però asserisce di essere innamorato di lei. Miranda scappa e cerca in ogni modo di allontanarlo e cancellarlo dalla sua vita. Quando Ludovica si riappacifica con lui e lo porta dai genitori per presentarglieli, Miranda si mostra sempre più indispettita e infastidita. Aldo la provoca e cerca di stuzzicarla in ogni modo ma la contessa gli resiste. Il professore però decide di ricattarla: O Miranda lo farà nominare presidente del centro studi archeologici finanziato dal circolo delle Dame della carità o lui rivelerà a Ludovica della loro relazione segreta. Miranda, non accettando il vile ricatto, decide di parlare con la figlia ma Aldo la precede generando uno scontro devastante tra le due. Vicky sta vicina alla contessa durante il momento buio, ma la situazione peggiora anche con il conte Pietro. L'uomo scopre anche la sua relazione passata con Ventura. Miranda decide di lasciare il suo palazzo per la vergogna e vive momenti di grande disperazione. Pietro però comprende i suoi errori e decide di perdonare la moglie, convincendo anche Ludovica a comprendere che il vero stratega è Aldo. La donna rientra quindi a casa e riesce a riappacificarsi con la sua famiglia. Miranda prosegue nell'aiuto a Ventura fino a che non lo porta alla vittoria e poi decide di fare da testimone al matrimonio di lui con Vicky. Un anno dopo, i conti Spadoni decidono di lasciare la città per dedicarsi ad attività di beneficenza con la croce rossa in Africa. Miranda si dimette da presidentessa del circolo e cede il suo posto alla baronessa Tonia Turati. La sera stessa, però, Pietro viene investito da un'automobile e rimane ucciso. La contessa entra in un brutto periodo di depressione che la annichilisce e la ferisce giorno dopo giorno. Miranda rifiuta ogni contatto umano, compreso quello della figlia Ludovica che, amareggiata, non sa come aiutare la madre. Dopo qualche settimana, Miranda viene a sapere che le cornee del marito sono state donate ad un non vedente che ora ha iniziato a vedere. La donna, colpita dalla notizia, cerca in ogni modo di conoscere l'identità del beneficiario e, dopo le sue insistenti ricerche, scopre il ricevente. Si tratta di un piccolo bambino senegalese di nome Bodes. Il ragazzo vive in una comunità di stranieri nella periferia della provincia. Con l'aiuto dell'attivista per i diritti umani Elena Parodi, Miranda accudisce il bambino che rischia di morire per una febbre alta. La contessa porta Bodes nel suo palazzo dove lo fa guarire e lo accudisce. Miranda deve però fare i conti con la durezza del padre del piccolo, l'ingegnere Mekno che, dopo aver subito pesantemente episodi di razzismo, non si fida di nessuno ed è molto diffidente. Nel tempo gli scontri tra i due sono attutiti dalle richieste di Bodes che si affeziona a Miranda e riesce ad addolcire il gelido Mekno. Miranda accoglie in casa sua padre e figlio e cerca di aiutare Mekno a trovare lavoro, ma tutte le donne influenti della città e gli amici del conte Pietro le voltano le spalle. Solo Anna e Rosy si dimostrano lealmente vicine a Miranda e la aiutano insieme alla sua nuova famiglia. La vicinanza della contessa con Mekno e Bodes indispettisce Ludovica che mal digerisce queste nuove persone nella vita della madre. Miranda decide di adottare Mekno per spegnere ogni diceria ed assicurare un futuro sia all'uomo che al figlio, su suggerimento dell'avvocato Angelina Brusa. Ludovica, adirata, dichiara guerra alla madre e le fa causa. Miranda cerca inutilmente di ricucire i rapporti con la figlia ma si deve rendere conto che ora i suoi unici veri amici sono al Bello delle donne e così passa molto tempo con loro. Mesi dopo la contessa perde la causa con la figlia e, profondamente delusa da Ludovica, decide di non fare ricorso rinunciando ad ogni suo bene. Miranda perde anche il suo palazzo ed è costretta a trasferirsi in una casa molto piccola e di periferia con Mekno e Bodes. Anna e Luca cercano di aiutarla in ogni modo e la contessa non si perde d'animo cominciando a cercare lavoro. Per venirle in aiuto il cavaliere Di Balsano, da sempre innamorato di lei, decide di assumere come dirigente della sua azienda Mekno. Miranda invece chiede ad Assia Cascione di lavorare nella sua gioielleria ma, ben presto, la sua classe ed eleganza la mettono in competizione con la Cascione che comincia ad umiliarla fino a che la contessa, indispettita, si licenzia. Alcuni razzisti aggrediscono il piccolo Bodes per ripicca verso l'assunzione di Mekno e questo genera la rabbia e lo sdegno di Miranda che, durante l'omelia in Chiesa, lancia una ferma condanna contro il razzismo, ottenendo il plauso di tutta la città. Pentita delle sue azioni, Ludovica le chiede perdono e riallaccia i rapporti con la madre. Frattanto Otto Di Balsano le chiede di sposarla ma Miranda prende tempo. La donna decide di cercare la madre di Bodes e, una volta trovata, fa ricongiungere la famiglia di Mekno. Dopo questo atto d'amore, Miranda lascia Otto dicendogli che non può e non vuole sposarlo perché non lo ama. La donna decide di lasciare Orvieto alla volta dell'Africa per poter aiutare tanti bambini in difficoltà. Dopo quasi due anni, nell'ultima puntata della terza stagione, Miranda ricompare. La vita in Africa l'ha segnata in maniera indelebile. In una notte di tempesta, Miranda corre con la jeep verso un centro medico per salvare una bambina morsa da un serpente ma esce fuori strada per evitare un'altra auto e la piccola muore. Sconvolta, Miranda rientra in Italia e si fa ricoverare in una clinica dalla quale decide di non uscire per molto tempo. La figlia Ludovica e Luca le stanno molto vicino ma non riescono a smuoverla. Ormai estranea alle logiche cittadine, spaventata da quanto vissuto nelle missioni ed affaticata dalle tante sofferenze, Miranda si intristisce ogni giorno di più fino a che decide di occuparsi dei bambini malati dell'ospedale. Tra questi c'è anche Carmelo che sembra nascondere un segreto. Il bimbo in realtà si chiama Mimmo ed è il figlio di un boss in galera che viene posto sotto protezione per evitare che i suoi ex complici lo usino per ricattarlo. Miranda gli si affeziona e decide di regalargli un computer. Il piccolo lo usa per chattare con qualcuno che crede essere il padre e viene rapito. La contessa fa di tutto per ritrovarlo e si attiva con la polizia. Miranda, grazie ad un insegnamento di Mimmo sull'uso del computer, riesce a rintracciarlo e, rischiando di rimanere ferita dai rapitori lo salva e fa arrestare i delinquenti. La donna ritrova la forza di affrontare il mondo e ritrova, per Natale, tutti i suoi amici proprio al Bello delle donne.

### Francesca Cialdi
Francesca Cialdi (Antonella Ponziani) [serie 1,2,3], è una delle protagoniste della serie, presente in tutte le puntate della fiction. Donna difficile e ricca di sfaccettature, si ritrova a crescere un figlio da sola ed è figlia di un'esperienza drammatica di tossicodipendenza. Francesca è la commercialista di Armando Borsi e segue le sue attività economiche, compresa la società che quest'ultimo ha aperto con il cugino Cirino per aprire un negozio di parrucchiere per uomini. Mamma del piccolo Niccolò e in difficili rapporti con la madre Albertina, Francesca è molto amica di Luca Manfridi, parrucchiere del negozio di Andrè Renzi, e si scontra spesso con Vicky Melzi. Dopo la morte di Armando Borsi, conosce la vedova Anna e, presa dalla compassione, decide di aiutarla e si rende conto della terribile truffa perpetrata dall'avido Cirino. Francesca diventa quindi la mediatrice dell'affare e prova ad evitare ad Anna un probabile fallimento perpetrato dal cugino del defunto marito, ma Cirino non sembra lasciarle scampo. La Cialdi propone allora ad Anna di non cedere la sua quota societaria, ma di imporsi per ottenere la percentuale di Cirino e diventare l'unica proprietaria. Chiedendo l'aiuto della ex nemica Vicky, Anna e Francesca ottengono l'intero negozio. Francesca, conoscendo i trascorsi amorosi di Luca ed Andrè, propone al parrucchiere di lavorare nel nuovo negozio. Luca accetta e così, Francesca scopre dei nuovi amici con cui inizia la nuova esperienza lavorativa come supervisore delle finanze del neonato salone per signore, "Il bello delle donne". Quando Albertina lascia la casa in cui conviveva con la figlia per sposarsi, Francesca si rende conto di dover cercare un nuovo coinquilino e, perché no, un compagno e un buon padre per suo figlio. Grazie all'aiuto di Luca la scelta cade su un giovane all'apparenza brillante e cordiale di nome Adriano. Francesca comincia ad aprirsi e a fidarsi di Adriano, raccontandogli che in passato è stata prigioniera del terribile giro della droga a causa del suo ex compagno, il padre di Niccolò. Proprio il padre del figlio è morto anni prima di aids. In questo rapporto riappare il ciclone Albertina: la madre di Francesca torna a casa dopo una lite furibonda con il nuovo marito. Francesca si scontra con la madre che le rinfaccia di essere la causa della fine del suo primo matrimonio, tuttavia la donna non ha mai accettato la realtà delle cose: il marito molestava la figlia Francesca. Nonostante lo scontro le due si riappacificano e Francesca si rende conto di essersi innamorata di Adriano. Il ragazzo però è gay e si è innamorato di Luca, il quale, rendendosi conto della situazione, decide di lasciarlo e chiedergli di allontanarsi. Prima di partire, Adriano lo bacia e Francesca vede la scena rimanendo sconvolta. Delusa ancora una volta dall'amore, la donna crolla in una forte depressione che la porta a riavvicinarsi alla droga tramite un vecchio amico dell'ex marito. Grazie alla presenza di Niccolò e alla sua attenzione, Luca riesce ad evitare che questo accada e salva l'amica da un mondo che già una volta le ha rovinato la vita. I due tornano amici e vanno a convivere. Nei mesi, la quotidianità, porta Francesca ad apprezzare Luca non più come un semplice amico ma se ne innamora follemente. Dissuasa sia da Vicky che da Anna, Francesca non riesce a nascondere i suoi sentimenti e quando Luca decide di tornare con Andrè litiga ferocemente con lui salvo poi riappacificarsi con lui dopo la morte del Renzi. Francesca comprende che Luca è gay e si disillude dalla possibilità di avere una relazione amorosa con lui. Conosce un parrucchiere romano appena assunto da Annalisa di nome Marte e dapprima lo sfrutta per conoscere i piani della concorrenza. Così aiuta Anna ad anticipare le mosse di Annalisa. Quando la Bottelli smaschera Francesca, Marte, innamorato di lei, si infuria e chiude ogni rapporto. Dopo averlo perso, Francesca si rende conto di amarlo follemente e fa di tutto per riconquistarlo. Così, nonostante tutti gli intrighi di Annalisa, Francesca si dimostra sincera e conquista Marte proponendogli di curare il reparto maschile del salone che Anna ha deciso di aprire. Un anno dopo "Il bello degli uomini" è fallito e questo genera grande frustrazione in Marte, portandolo a mettere in crisi anche il rapporto con Francesca stessa. Dopo alcuni mesi vissuti in una relazione a distanza, Francesca decide di acquistare il bar Camilletti dopo la partenza di Rosy. Invita Marte a tornare in città per gestirlo con lui e l'uomo accetta entusiasta, ma Francesca, dopo aver ricevuto un no dalla madre all'ipotesi di avere un prestito, falsifica la firma di Marte e si espone con le banche. Quando l'uomo scopre le cambiali e comprende l'inganno di Francesca si arrabbia e decide di lasciarla rimpiazzandola con un'altra donna molto velocemente. Grazie all'aiuto di Luca riesce a rientrare dei suoi debiti e non crolla in depressione nonostante la fine della sua relazione. Francesca avvia con entusiasmo il bar che comincia a darle una serie di soddisfazioni. Un anno dopo, vive sola con il figlioletto perché Luca ha comprato l'appartamento a fianco nel quale vive con Vicky. La donna, che non è mai riuscita ad accettare l'omosessualità di Luca e lo ama profondamente, vive con grande gelosia il suo rapporto con Vicky e non accetta la sua presenza. È proprio con l'amica che però aiuta l'amico a sostenere l'ennesima delusione d'amore e a riceverne un'altra che lo porta addirittura a trasferirsi a Londra. Le due donne, senza l'amico, stringono fedelmente amicizia e cominciano a frequentare tanti locali. Francesca si invaghisce del misterioso e tenebroso Duccio, un uomo che sembra avere una relazione con Carolina, nuova proprietaria dell'erboristeria. L'uomo in realtà si invaghisce di lei e comincia a frequentarla facendola innamorare. Purtroppo per Francesca si tratta di un pericoloso spacciatore che vuole usare il suo bar come piazza di smercio. Duccio picchia uno dei camerieri e convince la donna ad assumerlo, cominciando così a controllare il locale e a far pervenire tanti spacciatori minori. Quando Niccolò dice alla mamma di aver visto Duccio picchiare un uomo, Francesca si insospettisce e chiede a Carolina informazioni sull'uomo, comprendendo tutti i suoi crimini passati e il suo curriculum da malavitoso. Quando rientra a casa per scappare con il figlio lo trova nelle mani di Duccio che la ricatta: se proverà ad ostacolarla lui ucciderà Niccolò. Duccio comincia ad obbligare Francesca a drogarsi, la donna si annienta e non riesce più a connettere. Niccolò chiede aiuto all'amico Livio che, prima di partire per le vacanze, avvisa la nonna Albertina del pericolo. La donna quando arriva in casa, cade nella trappola di Duccio: crede che Francesca sia d'accordo con lui. In realtà lui l'ha drogata e l'ha stuprata facendo credere alla madre che si trattasse di un rapporto consenziente. Albertina porta via il nipote che però riesce a chiamare Luca, chiedendogli di tornare. I due si incontrano sotto la casa di Francesca e riescono a salvarla dalla furia dello spacciatore. Francesca perde l'affidamento del figlio a causa della madre e la risposta ai suoi problemi da parte dell'avvocato Brusa è una sola: deve sposarsi. Vicky convince Luca a fare il primo passo e così i due si sposano riottenendo l'affidamento del piccolo Niccolò. Nel tempo Francesca si illude di aver "guarito" Luca dalla sua omosessualità ma, ben presto. deve fare i conti con la realtà: l'uomo è ancora gay. Francesca decide di sacrificare il suo amore, aiutando un giovane innamorato di lui ad iniziare un rapporto con Luca.

### Luca Manfridi
Luca Manfridi (Massimo Bellinzoni) [serie 1,2,3] è il personaggio maschile più importante della saga. Parrucchiere omosessuale eccentrico ed intelligente, Luca è un giovane che vive con difficoltà la sua omosessualità in un paese di provincia retrogrado e bigotto. Vive con il padre ed i fratelli che tendono ad escluderlo da ogni scelta e da ogni evento familiare a causa della sua omosessualità. Luca lavora come capo parrucchiere nel negozio di André Renzi e della moglie Annalisa Bottelli. Il ragazzo ha un rapporto amoroso con il proprietario che lo rende sempre triste e depresso. Luca viene continuamente usato da Andrea che, usando la moglie Annalisa come copertura, non è disposto ad impegnarsi seriamente con lui e continua a procurargli illusioni e delusioni. Il ragazzo è il migliore amico delle donne e proprio il suo ottimo rapporto con Francesca Cialdi e Vicky Melzi lo porta a conoscere Anna Borsi e a decidere di fondare con lei Il bello delle donne, lasciando il salone di André e troncando la sua relazione amorosa suscitando la gioia di Annalisa. Luca decide anche di allontanarsi dal padre e va a convivere momentaneamente con Francesca e il figlioletto che comincia a vedere in lui un valido punto di riferimento. L'arrivo di Adriano, amico di Francesca, sconvolge la loro amicizia: mentre la Cialdi si innamora del ragazzo, lui, gay, fa apprezzamenti per Luca. Il triangolo si risolve con il gesto di responsabilità di Luca che decide di farsi da parte ed invita Adriano a partire. Luca ricuce il suo rapporto con Francesca e comincia maturare grandi consensi nel nuovo salone divenendo punto di riferimento di tutte le signore più in vista della città. I problemi però non lo abbandonano ed André, stanco e provato fisicamente dal rapporto con la moglie, decide di porre fine all'ipocrisia della sua vita e chiede a Luca di vivere la loro storia d'amore alla luce del sole. Dopo alcune titubanze iniziali, Luca accetta e va a convivere con André. La notizia genera sconcerto e pettegolezzi in città con Annalisa che comincia a screditare il marito e il di lui amante. André continua però a soffrire di una grave patologia cardiaca per la quale dovrebbe sottoporsi ad un delicato intervento chirurgico in America. Luca sprona il compagno a fare l'operazione per guarire ed evitare che un nuovo infarto gli sia fatale. Proprio mentre sta per partire dall'aeroporto, André chiama Luca e dopo avergli detto per la prima volta "Ti amo" avergli confidato di aver fatto testamento a suo favore, muore d'infarto. Luca, sconvolto, corre al capezzale del suo compagno ma subisce le ire di Annalisa che, dopo averlo cacciato dalla camera mortuaria, distrugge il testamento in suo favore redatto dal marito. Luca abbandona l'appartamento nel quale ha convissuto con André nell'ultimo periodo e rimane fortemente provato per la sua situazione sentimentale, tanto da aver difficoltà a lavorare nel suo salone. Con il tempo il giovane si riprende e aiuta le sue tante amiche nei loro svariati problemi non riuscendo però a ritrovare la sua pace interiore. Dopo un anno, Luca è pienamente soddisfatto del suo lavoro ma è drammaticamente solo in amore.

## Personaggi secondari

### Esmeralda De Santis
Esmeralda De Santis è una donna bellissima ma altezzosa e parecchio indisponente. Quando era giovane era stata una mediocre attrice di teatro e non aveva minimamente raggiunto la notorietà che aveva suo padre, Andrea De Santis, negli anni cinquanta. È la madre di Maurizio, il ragazzo che Luca ha iniziato a frequentare da qualche mese e si dimostra attaccata al figlio in modo morboso e ossessivo. Quando Luca e Maurizio decidono di trascorrere alcuni giorni nella villa in campagna di proprietà della donna, ecco che Esmeralda si prepara a rendere impossibile la vita ai due. Per separare il figlio da Luca non esita a richiamare Ivan, il grande amore di Maurizio, per sedurre il parrucchiere e farli lasciare. Maurizio, per lo stress di rivedere il suo ex, ha una violenta crisi epilettica mentre distrugge il dipinto che raffigura suo nonno, al quale egli somiglia in modo impressionante. Maurizio decide di abbandonare per sempre Esmeralda, che però non regge al dolore e si taglia le vene: il giovane è dunque costretto a lasciare Luca perché deve occuparsi della madre. Luca scopre il terribile segreto che la donna nasconde: era l'amante di suo padre e in lui rivede Maurizio, e quindi corre a salvare il suo amore che stava per partire per il Messico con la madre. Ormai completamente fuori di testa, Esmeralda manomette i freni della macchina di Luca ma quando scopre che Maurizio ha preso l'auto del fidanzato fa di tutto per raggiungerlo e fermarlo, rimanendo vittima di un terribile incidente dove perde l'uso delle gambe. Luca raggiunge Maurizio in ospedale e il giovane rivela al parrucchiere una spaventosa verità: è il frutto dell'incesto perpetrato per anni da Esmeralda e dal padre. Alla fine Luca capisce che Maurizio non lascerà mai la madre e i due troncano per sempre la loro storia.

### Irma Parodi
Irma Parodi è la figlia prediletta di Ines e di suo marito, avuta dopo anni e anni di tentativi e dopo l'adozione infelice di Elena. Laureata in filosofia, sta per sposarsi con Cesare Turati, ex alcolista e figlio della baronessa Tonia, cliente del Bello Delle Donne. Irma è l'unica della famiglia a trattare la sorella adottata Elena con calore ed umanità, infatti la difende dal crudele scherzo di Cesare che la colpisce con dei gavettoni pieni d acqua in pieno centro, ma questo non basta e la terribile vendetta di Elena si abbatte su di lei. La sorella le ruba soldi e gioielli e anche il futuro marito, con cui si sposa a Las Vegas. Per Irma è un colpo durissimo: decide di entrare in convento e verrà mandata a lavorare in ospedale. Qui conosce Bobo De Contris che da mesi veglia sulla moglie in coma e se ne innamora perdutamente. Lascia dunque l'abito per aiutarlo nella sua campagna politica per diventare presidente della regione. Bobo divorzia da Elfride e si prepara a sposare Irma più per riconoscenza che per amore: di questo Irma se ne accorge e decide di ingannare il fidanzato con l'aiuto della madre. Irma smette di prendere la pillola mentre Ines buca i profilattici dell'uomo in modo che possano concepire un bambino che li unisca per sempre, ma Bobo scopre il piano delle due e lascia definitivamente Irma. La donna non riesce a sopportare l'ennesima delusione d'amore, impazzisce e decide di uccidere Bobo seguendolo nella casa sul lago dove si trova con Elfride, di cui ormai è diventato un ottimo amico. Irma spara a Bobo ma Elfride gli fa da scudo e muore: Irma viene raggiunta da Gabriele De Contris, padre di Bobo, e qui i due hanno un terribile incidente d'auto dove Irma perde la vita.

### Elena Parodi
Elena Parodi è la figlia adottiva dei coniugi Parodi e quindi sorella acquisita di Irma. Sciatta e bruttina si occupa di volontariato presso il centro Eden dove aiuta Miranda Spadoni a prendersi cura del piccolo Bodes che ha subito un delicato intervento. Trattata male dalla crudele madre adottiva che mal la sopporta Elena inizia  a covare odio e rancore verso la sua famiglia e da buona e premurosa diventa una donna spietata e calcolatrice. Complice un crudele scherzo organizzato dal cognato Cesare ecco che la ragazza decide di vendicarsi e di rivalersi su coloro che l hanno sempre trattata come una nullità. Inizia ricattando il suo dentista per non pagare il lavoro che le ha sistemato i denti e come se non bastasse seduce il custode del centro Eden per farsi dare dei soldi, con cui acquistare un costoso abito da sera che indosserà alla festa di fidanzamento della sorella, sfoggiando una pettinatura nuova e un look mozzafiato. Quella stessa sera seduce e fa ubriacare il cognato Cesare con cui scappa a Las Vegas dove con l'inganno riuscirà a farsi sposare ma ciò le porterà l'immenso odio dell'uomo, dell'austera suocera, la baronessa Tonia Turati, e della sua famiglia adottiva. Alcuni mesi dopo il matrimonio, stanca delle vessazioni che subisce dai Turati, Elena decide di divorziare dal marito usando come pretesto il suo essere un uomo violento che la picchia e sceglie come avvocato Angelina Brusa che però si innamora perdutamente dell'uomo senza sapere che è il marito della sua cliente. Prima di lasciare i Turati però consegna un importante documento nelle mani dei Di Balsano, rivali alle elezioni dei Turati, e inizia a sedurre il vecchio patriarca della ricca famiglia che però viene messo in guardia dalla madre della ragazza. Cacciata via anche dai Parodi, Elena va ad abitare presso un convento di suore e qui conosce Elfride che si sta nascondendo col figlioletto. Trova lavoro come babysitter e finisce a letto col suo datore di lavoro che non esita a ricattare per avere forti somme di denaro. Insieme ad Elfride comincia a lavorare come spogliarellista e per un breve periodo farà pure l'escort e sarà qui che conoscerà Dario di Balsano di cui diventerà l'amante. Ma il suo grande amore sarà col fratello di lui, Edoardo, che in crisi con la moglie Annalisa inizia con Elena una tenera relazione e qui la donna torna ad essere la ragazza buona di una volta grazie al temperamento mite e buono del compagno. I due decidono di lasciare la città e di adottare un bambino per dargli tutto l'amore che Elena non ha mai ricevuto.

### Gabriele De Contris
Gabriele De Contris è il padre di Bobo ed è sposato in seconde nozze con Olga Astuti. Uomo cinico, crudele e arrivista decide di mettersi in casa una ragazza uscita da poco di galera solo per ingraziarsi i favori dei potenti della città in vista delle prossime elezioni. Gabriele però non ha calcolato che la moglie e la ragazza si innamorano perdutamente e dopo averlo praticamente derubato di tutto il suo patrimonio lo lasciano da solo e senza un soldo. Abbandonato anche dal figlio, l'uomo inizia una relazione con Annalisa Bottelli che da poco è diventata vedova e ha ereditato parecchi soldi dal marito. Bobo, ex gigolò personale della donna, non sopporterà questo tradimento del padre e chiude definitivamente i rapporti. Venuto in possesso del reale testamento del marito di Annalisa dove il beneficiario dei suoi averi era il parrucchiere Luca e non la moglie, il perfido uomo inizia a ricattare la donna arrivando addirittura a farsi sposare e portare avanti per più di un anno un matrimonio fatto di vessazioni e violenza. Quando Annalisa rimane senza soldi l'uomo decide di lasciarla e ottiene l'annullamento del matrimonio non prima però di violentarla un'ultima volta e qui la donna rimane incinta. Scoperto che l'ex moglie è ormai diventata la ricchissima signora Di Balsano decide di ricattarla e durante una colluttazione fa abortire Annalisa.

### Laura Del Bono Di Balsano
Laura arriva in città accompagnata dalla madre, Noemi, e dai due figli dopo che il marito l'ha lasciata dopo aver dilapidato il suo patrimonio. La donna è una bravissima parrucchiera e vorrebbe essere assunta al Bello delle Donne. Grazie ad una shampista che aveva sbagliato una tinta su una cliente ottiene il posto di prima parrucchiera ed entra nelle grazie di Annalisa di Balsano. Laura vorrebbe aprire un suo negozio di parrucchieri e chiede aiuto all'avvocato Dario di Balsano e qui i due si innamorano perdutamente arrivando però a scambiarsi solo un timido bacio. Laura racconta alla madre della passione che sente per quest'uomo ma la donna è scioccata nel sentire il cognome di Dario che rievoca in lei antichi ricordi e un terribile segreto che da anni si porta dentro: Noemi era la babysitter di Edoardo e di Dario e aveva avuto una relazione con il padre dei due e da qui è nata Laura. Laura e Dario sono fratelli e non possono stare assieme. Laura, scoperta l'orribile verità, inizia ad evitare Dario che arriva anche a disprezzarla e a ricadere nell'alcol. Alla fine Laura cede e gli rivela la terribile verità. Dario non sopporta questa tremenda delusione e dopo aver affrontato il padre e avergli puntato una pistola contro si spara in bocca. Laura è sconvolta dal gesto del fratello ma proprio grazie a questo sacrificio Otto di Balsano la riconoscerà e la farà entrare nella famiglia. Sviluppa un fortissimo legame con Edoardo e lo aiuta a liberarsi della moglie che ormai è solo un peso nella famiglia ma Annalisa si vendica di lei in modo spietato: all'inaugurazione del suo salone di bellezza rivela a tutti la verità su Laura. Alla fine la donna si stabilirà in casa Di Balsano coi figli e la madre.

## Personaggi ricorrenti

### Myrtis Giovannelli
Giornalista scandalistica, appare in svariate puntate della serie quasi sempre in veste di personaggio di contorno alle vicende dei De Contris prima e dei Turati poi.

### Assia Cascione
Altro personaggio ricorrente, è un'eccentrica e conturbante cliente del salone di bellezza, nonché proprietaria di una delle più importanti gioiellerie della città. La sua peculiarità sta nel fatto di apparire sempre molto interessata alla vita privata dei protagonisti.

### Ludovica Spadoni
È la figlia unigenita della Contessa Miranda Spadoni, con la quale ha un rapporto piuttosto conflittuale. Nella prima stagione, Ludovica scopre che sua madre ha una relazione col suo futuro marito. In realtà entrambe le donne vengono manipolate dal giovane spasimante e dopo qualche tempo lo smascherano.

### Cirino Borsi
È il marito di Agnese e cugino di Armando (defunto marito di Anna). All’inizio della prima stagione si scopre che tradisce la moglie con Vicky Melzi, ma capisce che il suo posto è accanto alla famiglia. Nella seconda stagione scopre che Agnese lo tradisce con Glauco, il professore di Alex, così lui la tradisce nuovamente e lei decide di lasciarlo definitivamente.

### Albertina Cialdi
È la madre di Francesca Cialdi. Nella prima stagione si scopre che la donna era a conoscenza delle molestie che Francesca subiva da suo padre. In seguito ad un duro faccia a faccia, le due donne si chiariscono e si riconciliano.

### Ingrid Foglietti
Interpretata dalla meravigliosa ed indimenticabile Anita Ekberg, è la titolare del negozio di fiori poco distante da "il Bello delle Donne". La donna subentra come proprietaria dopo la partenza di Palma, la fioraia della prima stagione. Ingrid è una donna solare ed elegante ma tormentata dal ricordo del suo terzo figlio Fabio, da lei chiamato affettuosamente "Fabietto", il quale non ha più contatti con lei da diversi anni. Quando Ingrid ha un attacco di cuore, scrive una lettera accorata al figlio supplicandolo di tornare da lei in città. La lettera viene affidata a Francesca e Felicetto, i quali purtroppo la spediscono in ritardo. Fabio, che nel frattempo è diventato "Pola", riceve così la lettera e si precipita in città dove scopre che sua madre è già morta. Pola è un transessuale che si lega a Felicetto per sfuggire alle ripetute aggressioni dei suoi parenti intolleranti.